# Thectophila
Thectophila là một chi bướm đêm thuộc họ Cosmopterigidae.